# Mogurnda kaifayama
Mogurnda kaifayama är en fiskart som beskrevs av Allen och Jenkins, 1999. Mogurnda kaifayama ingår i släktet Mogurnda och familjen Eleotridae. Inga underarter finns listade i Catalogue of Life.